# Babergh
Babergh  är ett distrikt (motsvarande kommun) i grevskapet Suffolk i England, Storbritannien. Distriktet har 94 277 invånare (2022). Större orter är Hadleigh och Sudbury. Distriktets administration ligger i Ipswich, utanför distriktet.

## Civil parishes
Distriktet är indelat i 76 civil parishes: Acton, Aldham, Alpheton, Arwarton, Assington, Belstead, Bentley, Bildeston, Boxford, Boxted, Brantham, Brent Eleigh, Brettenham, Bures St. Mary, Burstall, Capel St. Mary, Chattisham, Chelmondiston, Chelsworth, Chilton, Cockfield, Copdock and Washbrook, East Bergholt, Edwardstone, Elmsett, Freston, Glemsford, Great Cornard, Great Waldingfield, Groton, Hadleigh, Harkstead, Hartest, Higham, Hintlesham, Hitcham, Holbrook, Holton St. Mary, Kersey, Kettlebaston, Lavenham, Lawshall, Layham, Leavenheath, Lindsey, Little Cornard, Little Waldingfield, Long Melford, Milden, Monks Eleigh, Nayland-with-Wissington, Nedging-with-Naughton, Newton, Pinewood, Polstead, Preston St. Mary, Raydon, Semer, Shelley, Shimpling, Shotley, Somerton, Sproughton, Stanstead, Stoke-by-Nayland, Stratford St. Mary, Stutton, Sudbury, Tattingstone, Thorpe Morieux, Wattisham, Wenham Magna, Wenham Parva, Whatfield, Wherstead, Woolverstone.